# 羅君兒綁架案
羅君兒綁架案，又稱2800萬元綁架案，中國官方稱為“4·25”特大綁架案，未公開為綁架案時稱為飛鵝山劫案，是發生於2015年4月25日香港的一起入屋打劫暨綁架案。7名來自中國大陸的劫匪由深圳持雙程證及偷渡來港，經過半個月策劃，潛入西貢清水灣飛鵝山甘澍路一座獨立屋行劫，俘虜屋主羅家駒女兒羅君兒。案發後香港警察收到報案，部署拯救行動，在羅家駒交出2800萬贖回羅君兒後，綁匪屢次識破警方佈防逃脫。於是警方展開「捷進行動」，在香港各區主要幹道和隧道口設下路障，造成交通擠塞，試圖用布袋戰術包抄綁匪，但戰術未為奏效，失敗而回。警方發佈兩張疑人相片通輯，但其中一張疑人相片主角被傳媒證實和案件無關。5月3日，其中一名疑人鄭興旺在羅湖出境時被香港入境處發現扣留，移交香港警方拘捕。其他涉嫌綁架和組織偷渡及銷贓的疑人陸續被中國公安於中國各地拘捕，涉案者共9人，香港警方在中國公安協助下，陸續尋回2,800萬贖金，只損失綁匪逃亡所花費的11萬元。

## 涉事人物背景

### 目標
羅君兒（英語：Queenie Law，1986年－），案發時（以下人士皆為案發時年齡）29歲，是香港一位設計師，香港成衣集團堡獅龍創辦人羅定邦六子羅家駒之女，於香港西貢飛鵝山甘澍路的獨立屋與父母同住。羅君兒酷愛藝術，包括時裝、攝影創作及視覺藝術，2009年於英國倫敦藝術大學中央聖馬丁藝術與設計學院畢業，主修平面設計及攝影。大學畢業後她曾經到法國巴黎從事插畫、攝影及平面設計工作，之後回流香港繼續從事設計，曾為香港貿易發展局做時裝表演場地設計裝飾的佈置，並於2014年還開設了文化創意藝術工作室Production Q。

### 綁架者
猶敦魁（1977年－），38歲，貴州省甕安縣珠藏鎮人，手臂紋有一條龍，外號「魁哥」，是家中長子，有一弟一妹，經程兩次婚姻，生有兩女，為綁架案主腦和策劃者。父親猶家軍，退役軍人，後任電影院放映員。據猶父及認識猶敦魁的村民表示，猶敦魁小時為人乖巧，性格內向孤僻，獨來獨往，斯文有禮而害羞，常跟猶父上班看抗戰電影和港產片，被抗戰電影的英雄主義影響，也受到港產片中描述的香港繁華吸引，令他十分嚮往香港生活。由於家貧，初中畢業後便離鄉南下工作，一去20年，偶爾才回家探望。其後猶敦魁家境續漸富裕，在甕安縣用30萬元人民幣購入近千呎的3房單位，與家人同住，又購入20萬元人民幣的日本車代步。猶父和同村村民皆對猶敦魁捲入綁架案表示難以置信和震驚，猶父希望猶敦魁向法庭坦白交代，又撰寫求情信求情，爭取早日刑滿出獄。
王譽錕（生年不詳），貴州省甕安縣人，猶敦魁的心腹，負責處理手尾，與猶敦魁一同被捕。
鄭興旺（1986年－），29歲，貴州省甕安縣玉華鄉牛宮村人，後移居銀盞鎮巖根河村，有一兄一姊一堂兄，已婚，生有一女，就讀甕安縣玉華中學，綁架集團成員，負責帶路和採集物資，與同集團的王立波為同村朋友，在香港有爆竊案底。鄭興旺自幼家貧，身材矮小，父親鄭倫富是農民，堂兄鄭興發為前公安，後職司法人員，姊姊輟學到廣東工作，因長期工作患上尿毒症，需移植腎臟，苦無資金，後被揭發詐騙30多萬醫療保險金，鄭興旺曾在網上向網民籌款，為姊姊還款，希望獲得輕判，但成效不大。鄭興旺未完成初中課程，輟學後加入大伯鄭倫強開設的化肥廠工作，專門監督磷礦過磅，鐵路運送等工序。鄭倫強形容鄭興旺為人乖巧，與鄭興旺共事過的鐵路局職員形容他為人踏實。化肥廠倒閉後，鄭興旺多次進出香港，宣稱到香港做生意，其身家開始充裕，回鄉探親時向親友炫耀聲稱是香港朋友送贈的價值20萬元人民幣手錶，更用30萬元為長兄興建一所兩層高獨立屋，但長兄並無入伙。鄭興旺是首個被公開照片通緝和被捕的疑人，也是唯一一個集團成員在香港被捕，堂兄鄭興發表示，任何人都要對自己的行為負責，他不會為疑犯寫求情信。
王立波（1984年－），31歲，貴州省甕安縣玉華鄉牛宮村人，綁架集團成員，與同案熊登輝和張襖江為朋友。有一兄一姊，父母管教甚嚴，就讀甕安縣玉華中學，中三畢業，其老師表示王立波讀書成績一般，但不是壞學生。父母離異後，母親改嫁，父親及兄姊均外出打工，鮮少回家。15歲時王立波誤交損友，在甕安縣加入行劫團夥，多次洗劫鄰村，得手後就設宴招待同村村民，公安曾兩度入村追捕王立波，但刑期最多只有半年。鄭興旺和王立波就讀的玉華中學曾經簡陋不堪，得香港善長捐助擴展至現有規模，校長得知鄭興旺和王立波被捕：「香港善長對學校有恩，想不到學校教出的學生不但沒有回報，反而到香港做世界。」表示校方不會為二人寫求情信。
熊登輝（1993年－），22歲，貴州省甕安縣小河山鄉大頭河村人，有兩姊，父母因白血病離世，親戚大多亡故，綁架集團之中年紀最少的成員，與同案王立波和張襖江為朋友。熊登輝自幼家貧，與兩姊相依為命，靠兩姊工作和鄰居接濟維生，後來長姊出嫁，二姊私奔，獨留下熊登輝無人看管。熊登輝就讀大河鎮小學和小河山鄉中學，初中輟學，自此外出打工為生。他的老師形容熊登輝為人誠實，他的鄰居則表示熊登輝為人友善，樂於助人，多朋友而且重孝義，但因為家貧令至無人願意與他約會，一直單身寡人。認識熊登輝的人對於他捲入綁架案，認為他受身世影響，誤入歧途，而他的小學校長更表示熊登輝需負責自己的人生，法院需給予一個合理公道的判決。
張襖江（1983年－），32歲，貴州省甕安縣高水鄉岩底村人，外號「阿江」，綁架集團成員，與同案王立波和熊登輝為朋友。有一兄兩妹，父親早亡，中學輟學，後隨母南下廣東省工作。據張襖江的三叔稱，他小時乖巧，外出工作後受朋輩影響，沉迷賭博，跟王立波和熊登輝結伴出入地下賭場，但沒有因此欠債纍纍，家人未受影響。張襖江的三叔得知他捲入綁架案，感到非常驚訝痛心。
毛小兵（1986年－），29歲，貴州省甕安縣玉華鄉牛宮村人，綁架集團成員。有兩妹，已婚，生有一女，父親是農夫。毛小兵初中畢業便外出工作，鮮少回家。毛父稱毛小兵為「壞兒子」，形容兒子不孝順，家中貧困，卻從未交付家用，毛父亦未見過媳婦和孫女，父子感情淡薄。毛父表示對毛小兵捲入綁架案不知情，更對他的下場不關心。
戴迅輝（生年不詳），香港人，負責為綁架集團成員安排偷渡和銷贓事宜。
梁起順（1968年－），47歲，廣西壯族自治區人，負責為綁架集團成員銷贓事宜。
蔣正華（生年不詳），廣西壯族自治區人，負責為綁架集團成員安排偷渡。

### 被誤通緝者
王小菠（1981年－），34歲，貴州省甕安縣人，煤礦東主之子，貴州商人，居於貴陽市高尚住宅區，在雍陽鎮花竹園經營工程及娛樂場所，或有報導稱是工地司機。4月28日香港警方發佈兩張涉案人士照片，一為鄭興旺，二為王小菠（警方誤以為是綁匪之一的王立波）。王小菠聲稱自己從來沒有踏足香港，案發時身處内地，但傳媒查出他曾在2010年來港旅遊。王小菠得知自己被香港警方通輯，立即前往住所附近的派出所備案，扣查後證實和案件無關。王小菠表示，本想公開作進一步澄清，但公安勸說為免影響破案，不要接受媒體採訪。破案後，香港警方和内地公安一直沒有為王小菠遭誤通輯一事澄清和道歉。王小菠說全球華人因此事而認識他，損失了2,000萬元人民幣的工程項目合約，接到數百通親友查問電話，身心俱疲，也不滿當地媒體仍未撤掉他的照片。王小菠對此事感到冤枉和心情鬱悶，道：「現在案破了，但公安部門或香港警方，都沒有一個電話來安慰，也沒有一句道歉，我希望香港警方能主動點，還我清白，至於賠償問題，日後會依法律追討。」

## 事發經過

### 綁架
以猶敦魁為首，王譽錕、鄭興旺、王立波、熊登輝、張襖江、毛小兵等貴州省甕安縣人團夥，原以盜竊為主，不過嫌得錢不快，於是在深圳計劃來港大賺一筆。猶敦魁決定這一次偷得成就偷，偷不成就綁，事成後偷渡加拿大。七人團夥在蔣正華及梁起順安排下，除鄭興旺以雙程證來港，其餘六人皆經水路分批偷渡來港。七人各有分工，彼此只稱呼外號而不名，他們在香港踩線和採購物資，而鄭興旺偽裝成裝修工人，尋找潛在目標，選中西貢清水灣飛鵝山甘澍路的獨立屋，屋主為堡獅龍創辦人羅定邦六子羅家駒，但他們不知屋主身份。
經過半個月策劃，2015年4月25日凌晨二時，七人潛入羅氏的獨立屋別墅，先行找上居於屋子上層的屋主之女羅君兒，當時她的男朋友同房，綁匪制服兩人。綁匪目標本是女屋主，亦既是羅君兒的母親伍順儀，羅君兒謊稱自己是真正的屋主，綁匪改變主意，將羅君兒擄上飛鵝山。綁匪打開衣帽間為羅君兒時，發現內裡的保險櫃，遂脅迫她打開保險櫃，盜取約200萬港元的手錶及首飾。綁匪致電羅家駒索要贖金，恐嚇勿報警。七人將羅君兒藏在預先挖好的山洞內，輪流看守。其間，羅君兒記下綁匪的相貌，主動和綁匪攀談，安撫綁匪情緒。羅家駒沒有理會綁匪的恐嚇，報警求助，香港警方部署拯救行動，由東九龍總區重案組及刑事情報科負責。羅家駒向綁匪討價還價，由4,000萬壓價至2,800萬，綁匪指定於飛鵝山交收贖金，警方在旅行篋放下GPS定位器，並在贖金噴灑隱形色粉，方便追查。4月28日，羅家駒親自驅車運送贖金，贖金分成28袋，每袋一百萬，由猶敦魁及王譽錕接收贖金，兩人點算贖金無誤後離去，其時警方並沒有在場，羅君兒被綁匪揹下山釋放後，向山下村民求救，警方得知後展開追捕行動。

### 追緝
猶敦魁及王譽錕收取贖金後，私自收起1,800萬元，向其他綁匪訛稱只收到1,000萬元，綁匪立即分贓，猶敦魁再分得280萬元、王譽錕240萬元、王立波250萬元、鄭興旺100萬元、熊登輝100萬、張襖江15萬元、毛小兵15萬元。七匪識破警方的技倆，拋棄旅行篋，分成四批人徒步由山路穿過馬鞍山郊野公園逃往沙田方向，再到沙頭角，分階段或水路或陸路偷渡回内地。儘管警方表示已經作出部署和佈防，但對綁匪的逃走途徑並不知情，有途人拖行李篋路過扎山道，警方認為可疑截查，途人以為是匪徒打劫，立即逃跑，後被截獲，證實和事件無關。警方收到線報，指一輛假牌本田白色七人車途經飛鵝山，往沙田小瀝源，或有指往黃大仙方向不知所終，警方懷疑跟綁架案有關，遂在夜晚8時許發動捷進行動，由警方指揮及控制中心統籌，於香港各區主要幹道和隧道口設下路障，荷槍實彈戒備，造成交通擠塞，截查可疑車輛，試圖用布袋戰術包抄綁匪。但設置路障的地點一一被網民披露，《東方日報》更搜集路障地點公諸於眾，警方的戰術未為奏效，一無所獲，失敗而回，最後警方證實所謂白色七人車根本不存在。另警方派出直升機搜索蠔涌及白沙灣一帶，又出動水警搜查西貢及將軍澳一帶沿岸，以防綁匪由水路逃走，此外，警方也收窄沙頭角海邊境的浮筒海上屏障，加強巡邏。警方推測綁匪可能跟蹤羅家駒到銀行取款，發覺羅家駒有已報警的跡象，遂早有準備突破警方追捕。
4月29日，警察刑事情報科公佈兩張涉嫌綁匪案的疑人照片（鄭興旺和已證實和案件無關的王小菠），宣稱由出入境紀錄得來，表示掌握其中4人特徵，呼籲市民提供資料，《明報》率先報導，其他報紙紛紛轉載。有休班警員在飛鵝山跑步，發現一袋裝有深色衣物的白色膠袋，懷疑與綁架案有關，後聯絡同袍調查。警察東九龍總區總部收到綁匪行蹤情報，十多名警察裝扮成行山客，前往蠔涌界咸村搜查和佈防，此外，8輛警車運送大隊警察，包括重案組，偵騎四出，封鎖飛鵝山，把守行山徑出入口，搜捕綁匪，搜查範圍遠至沙田彭福公園。另邀請羅宅兩名女子助查，又取走甘澍路民居的閉路電視調查。中午時份，警方在飛鵝山道近大藍湖路，接近童軍總會基維爾營的一處山路找到空行李篋，相信是綁匪棄下，後又發現裝有黑色膠紙和煙盒的白色膠袋，遂帶走化驗。下午8時左右，搜捕行動暫時結束，同一時間，政府化驗所人員在清水灣道白石窩新村的垃圾站搜證，懷疑綁匪在此棄下物件。是夜11時許，警方在吉澳雞公頭截獲兩名非法入境者，重案組登水警輪往馬料水水警基地調查兩人是否和綁架案有關。12時許，警方懷疑綁匪可能藏身大埔公路赤泥坪村，於是封村展開地氈式搜查，並要求一名持雙程證的内地入境人士助查，之後進入香港中文大學搜捕，直到凌晨4時30分結束，無新發現。
綁架案的主角羅君兒，決定於4月30日晚上7時在中環的香港四季酒店召開記者會，警方勸喻她不要開記者會，但羅君兒不予理會。記者會上，羅君兒略施薄妝，並無明顯損傷，亦沒有保鏢陪同，只有公關人員隨行。羅君兒表示近日都有看與自己相關的新聞，大眾也因此事而關心她，所以藉著記者會向公眾報平安，向親人和朋友表達她平安無事的訊息，精神和身體也沒有受綁架遭到打擊傷害。她感謝父母為她被綁架一事奔波勞累，告知傳媒因著警方調查事件當中，她不便透露太多。她在此事件受驚，希望傳媒給予她私人空間，讓她盡快回復原來的生活，請大眾諒解。記者會大約3分鐘，羅君兒向記者鞠躬後離去，沒有回答記者問題。其後羅君兒在Instagram留言感謝大家的支持和厚愛，她被留言所感動，會因他們的支持而堅強。羅氏家族向傳媒透露，希望事件會告一段落，令羅君兒遠離公眾關注，安心休養。

### 逮捕
警方的偵查處於膠著狀態，亦未找到在逃綁匪，香港警方將情報通報廣東省公安廳，得到内地公安方面高度重視。廣東省副省長兼廣東省公安廳廳長李春生成立省市聯合專案组，委任廣東省公安廳副廳長郭少波為組長，由深圳市公安局立案偵查。港粵兩地警方多次會晤，陸續鎖定在逃疑犯的身份和藏身地點。直至5月3日，事情出現突破性進展。警方發照片通緝的疑犯鄭興旺於深夜11時許在羅湖邊境試圖出境之際，被香港入境事務處發現扣留，移交警方拘捕。其時鄭興旺被無任何遮掩喬裝，亦無携帶贓款，被捕時沒有反抗。此外，鄭興旺供出在逃同黨的資料，省市聯合專案组根據鄭興旺提供的手機號碼，鎖定其餘逃犯位置，同日在深圳和東莞拘捕負責安排偷渡和銷贓的戴迅輝和梁起順，起出部份贓物，又分別在惠州和甕安拘捕張襖江和毛小兵。
5月4日早上7時左右，深圳公安於羅湖區人民南路一間賓館拘捕王立波和熊登輝二人，其時兩人剛由香港偷渡回深圳，入住賓館不到兩小時，打算與鄭興旺會合，他們在報導中得知猶敦魁及王譽錕私吞1,800萬元感到憤怒，鬧出內訌。搜查後沒有發現贓款。香港逮捕的鄭興旺先扣押在黃大仙警署羈留所，下午3時，鄭興旺黑布蒙頭，由東九龍總區重案組探員將之押送往慈雲山東九龍警區刑事總部作進一步調查。香港警務處處長盧偉聰在其履新記者會公佈逮捕綁匪的消息，他表示會加緊與内地公安合作追緝在逃綁匪。5月6日，警方帶鄭興旺往牛池灣街市、港鐵彩虹站、壁屋監獄、甘澍路、西貢藏參現場及坪石邨重組案情，鄭興旺鐵鏈纏身，鎖上手銬，現場有百多名警員戒備，築成人鏈包圍，重組案情歷4小時，其後到觀塘法院提堂，控以串謀綁架罪，5月11日再提堂。仍未逮捕的猶敦魁和王譽錕二人繼續潛身香港，無視香港警方的追捕，猶敦魁分得300萬元和部份飾物，花掉其中17萬買金飾。5月6日二人由水路偷渡回内地，潛藏惠州惠東大嶺鎮的出租屋中。到5月9日，公安查出兩人藏身之處，拂曉採取行動，攻入出租屋逮捕二人，在床底起出283萬元及飾物。
香港警方召開記者會，宣佈相信瓦解綁架集團，但仍有2,500萬元贓款未找出，不排除有人涉案，懷疑贓款埋在飛鵝山及葵坳山一帶。警方出動快速應變部隊翻山越嶺作地氈式搜索多日，但贓款仍未尋回。其後於5月15日，熊登輝供出他與王立波所收藏之贓款，深圳公安在羅湖區梧桐山一處偏僻山林起出365萬和10件飾物。8月6日，透過内地公安的情報，香港警方在西貢一處山洞中發現約1,500萬元贖金，使未尋回的贓款減少至600多萬元，山洞相信是藏蔘之地。直至2016年3月，警方在内地公安協助下尋回剩下的646萬元，只損失綁匪逃亡所花費的11萬元，警方宣佈案件結束

## 評論
香港警方被輿論批評在事件中連番出錯，警方召開記者會中被記者質問為何錯誤通緝無辜人士；無端製造大塞車而一無所獲；宣稱嚴守關卡卻被綁匪一而再再而三的偷渡出港，記者會發言人東九龍總區刑事總部高級警司曾正科一一以案件步入司法程序為由拒絕回答。香港立法會議員湯家驊批評警方落案後召開記者會不適當，可能令陪審員產生偏差，影響審訊。時事評論員黎則奮在《信報》撰文批評警方，質疑飛鵝山車路只有一條，綁匪根本不易離去，徒步逃走的話，警方卻全無察覺，事後大事搜索，設置路障阻塞交通，不外乎是虛張聲勢的公關騷。他表示，羅君兒在記者會中毫無對警方表達道謝說話之意，說明警方對羅君兒獲釋完全沒有起任何作用，綁匪可以安然逃返中國，邊防形同虛設，警察專業水平急劇下降，香港淪為悍匪冒險樂園，前警務處處長曾偉雄應該汗顏。此事也引起中國網民熱議，表示：「這是新聞還是笑話？家屬給了贖金，綁匪放人。香港公安還成功解救人質了？」
前保安局局長李少光出席電台節目時否認香港治安轉差，認為綁架案只是一宗個別事件，他表示示威者衝擊警方執法權力和抹黑警方，最後會便宜了綁匪。立法會保安事務委員會主席議員葉國謙表示，香港仍是安全城市，未捉到綁匪，但人質安全，可以說是成功。至於網民和媒體披露警方部署，或會令綁匪易於逃走，他表示這是資訊發達的代價，警方會有相應的對策。
不少市民讚賞羅君兒表現勇敢和堅韌，她的網頁得到很多網民祝福。中國檢察官表示羅君兒在綁架案中表現十分難得，稱讚她：「表現非常冷靜，清醒與沉穩，沒有採取任何硬碰硬鹵莽舉措，反而時刻保持清醒頭腦。」而羅君兒本人對綁架案不予置評，她在個人Instagram用英文寫道：「我的生活會繼續下去。（My life will keep going.）」8月，羅君兒接受《蘋果日報》獨家訪問，表示大眾可以放心，她真的沒事，又道：「我比我想像中堅強！」她說自己上了寶貴的一課，跟家人的關係更進一步。

## 審訊
2016年3月25日，深圳市中級人民法院刑事法庭就綁架案開庭審訊，除了鄭興旺於香港被捕，蔣正華被認為不涉綁架，轉為證人，另案處理，其餘在中國被捕的綁匪皆在此受審。猶敦魁（在控罪書上誤寫其名為「尤敦奎」）、王譽錕、王立波、熊登輝、張襖江及毛小兵被控綁架罪；梁起順及戴迅輝被控掩飾和隱瞞犯罪所得，而受害者羅君兒則沒有出席。
被告全部承認控罪，其中猶敦魁作供承認十年來在蔣正華安排偷渡下多次往來香港犯罪，上午原先他否認自己是綁架案的主謀，指王立波和熊登輝是主謀，自己年紀大才被誤會，他本想撒手不幹，但遭其他同黨指責而未事成。下午猶敦魁推翻自己的供詞，承認自己是綁架案的主謀，他之後未為自己求情，反為熊登輝、張襖江及毛小兵求情，表示他們只是從犯，希望法庭對他們可以重輕發落。
王譽錕作供稱是被迫犯案，猶敦魁和王立波才是主謀，並為自己求情。稱當他潛入大宅時已經非常後悔，綁架羅君兒時主動安撫她，向她解釋自己是被迫犯案，安撫受驚的羅君兒也與她一同落淚。他表示上山其間沒有傷害羅君兒，更加以悉心照料，待之如上賓，將最好的位置留給她，可以有限度散步，買她喜歡的食物，而且買書給她解悶。王譽錕的律師表示王譽錕和羅君兒互相交流，話題深入，如果時間長一點會對羅君兒發生感情，並向羅君兒保證一定會釋放她，也和其他綁匪商量收不到贖金也放人。王譽錕自辯早在被捕前已經打算返回香港自首，因為香港對綁架的量刑起點比中國低，但被猶敦魁阻止。其間，王譽錕的律師提出多項質疑，表示事件在香港發生，中國有否合法的司法管轄權審理此案成疑問。深圳公安不過是協理，審訊反而取代了香港警察的角色，加上有被告在香港受審，量刑起點不同，兩地的差異對其他被告不公平。
熊登輝作供稱事前對綁架案毫不知情，直到安排背羅君兒上山才知道是綁架；毛小兵投訴確認證物時被司法人員阻止，在未觀及證物時遭引導簽名作實，質疑司法不公；梁起順作供表示不知道所收是贓物，又認為贓物估價被高估；戴迅輝作供表示不知道所收是贓物，知道了不會收；而王立波和張襖江保持緘默。庭上宣讀羅君兒及其母伍順儀的供詞，羅君兒表示當時害怕會死，而且擔驚受怕，睡不了覺。控方指證人口供證明被告不實，羅君兒當時明顯受到威迫，被告不可能不知自己在做什麼，故要求法庭從嚴處理，量刑起點以10年為起點。答辯後，法庭決定擇日宣佈判決。
2016年6月16日，在香港被捕的鄭興旺在香港高等法院被判入獄12年，是案中第一名被判刑的犯人。法官在判刑時表示，本案是極其嚴重的綁架案，鄭興旺雖然指自己不是案件的主謀，但法官認為各人均在綁架事件中有不同角色，對事件至為重要。。

## 出版
2017年7月羅君兒出版專著《歷劫生命》親述自己被綁架的故事。